# Morske vetrnice
Morske vetrnice (znanstveno ime Actiniaria) so skupina plenilskih ožigalkarjev z valjastim ali vrečastim telesom, ki živijo pritrjene na morsko dno. Kot vsi koralnjaki tudi morske vetrnice živijo samo v obliki polipa, medtem ko je stadij meduze odsoten. Njihovo pisano, cvetovom podobno telo spominja na kopenske vetrnice oz. anemone, po čemer so tudi poimenovane. Trenutno je znanih več kot 1.000 vrst, združenih v 46 družin, največje in najbolj raznolike pa se nahajajo v obalnih pasovih tropskih morij.

## Telesne značilnosti
Povprečna velikost telesa znaša od 1,8-3 cm, vendar so znane tudi vrste, ki merijo le 4 mm, nekatere druge pa tudi do 2 m. Ustni del obroblja venec lovk (tentaklov), število lovk pa je večkratnik števila šest. Celokupno število lovk se med različnimi vrstami giblje od nekaj deset do nekaj sto. Razmeroma velika trebušno-črevesna votlina je razdeljena na več trebušnih žepov, katerih število je prav tako večkratnik števila šest; tako lahko morske vetrnice na podlagi šesterosomerne zgradbe telesa uvrščamo v podrazred Hexacorallia. Omenjena votlina je napolnjena z morsko vodo in služi kot mesto prebavljanja ter kot hidrostatsko ogrodje za omejeno premikanje po dnu. Ustje se sicer ne odpira neposredno v votlino, pač pa se vmes nahaja cevasta struktura, imenovana aktinofarinks, na steni katere se nahajajo številne migetalke, ki črpajo vodo v votlino.
Stena telesa in lovke so razmeroma preprosto zgrajene. Zunanjo plast oz. ektoderm sestavljajo krovne oz. epitelne in sluznične celice, notranjo plast oz. endoderm pa epitelno-mišične celice. Vmesno plast oz. mezoglejo sestavlja želatinasta masa in je dejansko oporno tkivo. Trebušni žepi so gube endoderma (mezenteriji), ki jim daje oporo mezogleja. Ožigalne celice oz. nematociste, ki so značilnost ožigalkarjev, se nahajajo v ektodermu in ponekod v endodermu. Bistveno mišičje se nahaja vzdolž stolpa (kolumne) telesa, ki ga skrajšuje, ter mišična zapiralka na vrhu stolpa, ki zapre vrh telesa ter tako skrije in zavaruje lovke.
Na robovih mezenterijev se nahajajo t. i. želodčni filamenti, ki so sestavljeni iz osrednjega žleznega dela z encimogenimi, služničnimi in ožigalnimi celicami in stranskega dela z migetalčnimi celicami, ki premikajo delce hrane proti srednjemu (intermediarnemu) delu s prebavnimi oz. fagocitnimi celicami, kjer se absorbira večina hrane. Želodčni filamenti lahko prosto visijo v trebušno votlino: v tem primeru jih imenujemo akonitalni filamenti. Pri mnogih morskih vetrnicah se v omenjenih filamentih nahajajo tudi simbiotske alge, predvsem iz rodov Symbiodinium in Zoochlorella. Te alge so namreč sposobne fotosinteze, zato morskih vetrnicam posredujejo produkte tega procesa, tj. kisik in hrano v obliki glicerola, glukoze in alanina. V zameno za to imajo alge stabilno sončno lego in zaščito pred rastlinojedi.

## Življenjski prostor in navade
Večina morskih vetrnic biva samotarsko predvsem v toplih morjih, čeprav so nekatere vrste prilagojene na razmeroma hladnejša morja, nekatere pa bivajo na območjih plimovanja ali pa so posebej prilagojene na bivanje v velikem številu v kelpovih gozdovih. Kljub temu, da gre v splošnem za organizme, ki bivajo pritrjeni na podlago, so sposobne počasnega premikanja po tleh s pomočjo nožnega (pedalnega) diska ter plavanja, bodisi s pomočjo lovk bodisi s krčenjem telesa. Običajno ostanejo na istem mestu, dokler okolje ne postane neprimerno za bivanje ali dokler jih ne napade plenilec; v tem primeru se premaknejo na novo, varnejšo oz. ugodnejše mesto. Nekatere vrste se zakopljejo v pesek ali pa celo živijo v sožitju z raki.
Maloštevilne vrste sploh niso pritrjene na podlago, pač pa imajo v nožnem disku zračno komoro, ki jim omogoča lebdenje in navpično premikanje v vodi. Te vrste prebivajo v pelagičnem območju, tj. v vodah, ki niso blizu morskemu dnu ali obali.

### Prehrana in strupenost
Morske vetrnice se prehranjujejo predvsem z majhnimi raki in ribami. Plen omrtvičijo s pomočjo ožigalnih celic, ki se v velikem številu nahajajo na lovkah. Strup je mešanica različnih toksinov, predvsem nevrotoksinov, ki so smrtonosni za majhne organizme. Izjema pri tem so klovnske ribice, na katere strup nima učinka, in se skrivajo med lovkami pred plenilci.
Večina morskih vetrnic je človeku nenevarna ali pa njihov ožig povzroči le blagi dermatitis, vendar je ožig nekaterih vrst zelo boleč, lahko potencialno smrtonosen. Med zelo strupene vrste spadajo t. i. morski oz. peklenski ogenj (Actinodendron plumosum) z zelo bolečim ožigom in obsežno razjedo na koži, preprograsta morska vetrnica (Stichodactyla haddoni), ki lahko povzroči šok in večorgansko odpoved, vključno s fulminantnim hepatitisom, ter nočna morska vetrnica (Phyllodiscus semoni) s hudim dermatitisom in obsežno lokalno oteklino, v skrajnih primerih tudi akutno ledvično odpoved.

## Razmnoževanje
Tako kot pri drugih koralnjaki tudi pri morskih vetrnicah ni prisoten stadij prosto plavajoče meduze. Razmnožujejo se lahko spolno ali nespolno. V spolnih žlezah polipa nastajajo jajčeca in semenčice. Oplojeno jajčece se razvije v planulo, ličinko ploščate oblike, ki se ustali na primerni podlagi in se neposredno razvije v polip. Nespolno se razmnožujejo predvsem z brstenjem. Pri številnih vrstah sta spola ločena, medtem ko so nekatere vrste, kot je Epiactis prolifera, dvospolniki (hermafroditi).

## Izkoriščanje in ogroženost
Zaradi svoje barvitosti so morske vetrnice, predvsem tiste iz tropskih morij Jugovzhodne Azije, priljubljene v akvaristiki. Množično nabiranje za izvoz na zahod in v manjši meri na Japonsko že vidno negativno vpliva na populacije teh organizmov v nekaterih priobalnih predelih Jugovzhodne Azije, po novem pa tudi Indijskega in Tihega oceana.
Svetovna trgovina z eksotičnimi morskimi organizmi iz tropskih morij se zadnja leta naglo veča in vključuje številne države. Letna uvozna vrednost znaša od 200-330 milijonov USD, 80 % vsega ulova se uvozi v ZDA. Morske vetrnice so v primerjavi z ribami bolj ogrožene zaradi izkoriščanja, razlogi za to pa so predvsem daljša življenjska doba, počasnejša rast in manjša stopnja razmnoževanja. Izkoriščanje posredno vpliva tudi na klovnske ribice, ki živijo v obveznem sožitju (obligatni simbiozi) z morskimi vetrnicami. Tako je na prizadetih koralnih grebenih zmanjšanje gostote morskih vetrnic odgovorno za okoli 80 % zmanjšanja gostote klovnskih ribic. Zaradi razmeroma velike vrednosti morskih vetrnic, naraščanja povpraševanja in površnega izvajanja zakonskih prepovedi lova je komercialno izkoriščanje težko zajeziti.

## Galerija
- Velikanska zelena morska vetrnica
(Anthopleura xanthogrammica)
- Muholovka (Actinoscyphia aurelia)
- Velikanska karibska morska vetrnica (Condylactis gigantea)
- Nočna morska vetrnica (Phyllodiscus semoni)
- Črtasta morska vetrnica (Dofleinia armata)
- Progasta morska vetrnica (Anthothoe chilensis)
- Hruškasta morska vetrnica (Entacmaea quadricolor)
- Nemanthus annamensis
- Velikanska pernata morska vetrnica (Metridium farcimen)
- Actinodendron sp.